# Zarétxie (Nóvgorod)
|  | Per a altres significats, vegeu «Zarétxie». |

Zarétxie (en rus: Заречье) és un poble de l'óblast de Nóvgorod, a Rússia, segons el cens del 2010 tenia 13. Pertany al districte de Màlaia Víxera.